# Nagelsbüchel
Nagelsbüchel ist eine Ortschaft von Wipperfürth im Oberbergischen Kreis im Regierungsbezirk Köln in Nordrhein-Westfalen (Deutschland). Die Ortschaft gehört zum Ortsteil Agathaberg.

## Lage und Beschreibung
Nagelsbüchel liegt im südöstlichen Wipperfürth an der Landstraße 302 zwischen Niedergaul und Dohrgaul.
Nachbarorte sind Jägerhof, Niedergaul, Großscherkenbach, Lendringhausen und Stillinghausen. Nagelsbüchel ist eine von 49 Ortschaften, die zum Schulbezirk Agathaberg gehören.
Der Gaulbach durchfließt den Ort.
Politisch wird Nagelsbüchel durch den Direktkandidaten des Wahlbezirks 7.2 (072) südöstliches Stadtgebiet im Rat der Stadt Wipperfürth vertreten.

## Geschichte
In der Topographischen Aufnahme der Rheinlande von 1825 ist der Ort Nagelsbüchel eingezeichnet. Die Schreibweise lautet Buchel. Ab der Ausgabe von 1840–1844 lautet die Ortsbezeichnung Nagelsbüchel.
Die Scheidermühle in Nagelsbüchel spielte im Jahr 1945 nach dem Zweiten Weltkrieg eine wichtige Rolle. Das Korn der Mühle brachte den hungernden Bürgern von Wipperfürth das erste Brot. Das Haus steht somit als historisches Symbol für den Wiederaufbau.
Am 3. März 1947 wurde auf einem Sandplatz in einem Steinbruch bei Nagelsbüchel ein Reitplatz des Reitverein Wipperfürth 1927 e. V. hergerichtet, somit wurde nach dem Zweiten Weltkrieg der Vereinsreitsport wieder aufgenommen.
In den Jahren 1999 und 2000 wurde eine an der Scheidermühle befindliche Teichanlage zurückgebaut. Diese Maßnahme war Teil der Renaturierungsmaßnahmen des Wupperverbandes für den Gaulbach.

## Sehenswürdigkeiten
In Nagelsbüchel befindet sich die frühere Wassermühle „Scheidermühle“. Sie war eine Gaststätte und Hotel.

## Busverbindungen
Haltestelle Nagelsbüchel:
- 333 Wipperfürth – Dohrgaul – Frielingsdorf – Lindlar Busbf. – Lindlar-Freilichtmuseum (OVAG, Mo.– Fr. Morgens und Mittags Stündlich am Tag 2 Stündlich, Sa. Alle 2 Stunden, So. Jede 2. Stunde als TB (Taxibus). kein Abend- und Nachtverkehr, Stand: 2024)